# مريم زوهار
مريم زوهار (بالعبرية: מרים זוהר‏) هي ممثلة إسرائيلية، ولدت في 16 أكتوبر 1931 في تشيرنوفتسي في أوكرانيا. من الجوائز التي نالتها جائزة إسرائيل سنة 1987.

## جوائز
- جائزة إسرائيل (1987)

## وصلات خارجية
- مريم زوهار على موقع IMDb (الإنجليزية)
- مريم زوهار على موقع قاعدة بيانات الفيلم (الإنجليزية)